# Atauri de Yuso
Atauri de Yuso es un despoblado que actualmente forma parte del concejo de Atauri, que está situado en el municipio de Arraya-Maestu, en la provincia de Álava, País Vasco (España).

## Toponimia
A lo largo de los siglos ha sido conocido con los nombres de Atahuri de Iuso, Atauri de Iuso y San Saturnino.

## Historia
Documentado desde 1025 (Reja de San Millán), estaba situado entre los concejos de Atauri y Antoñana.

## Monumentos
Ermita de San Saturnino (desaparecida).